# Tokoroa
Tokoroa- miasto w Nowej Zelandii, w regionie Waikato. Według danych szacunkowych na rok 2008 liczy 13 136 mieszkańców.
Z Tokoroa pochodzi Anna Reymer, nowozelandzka wioślarka, medalistka mistrzostw świata.